# Bordères-Louron
Bordères-Louron  là một xã thuộc tỉnh Hautes-Pyrénées trong vùng Occitanie tây nam nước Pháp. Khu vực này có độ cao trung bình 847 mét trên mực nước biển.